# 브루넨

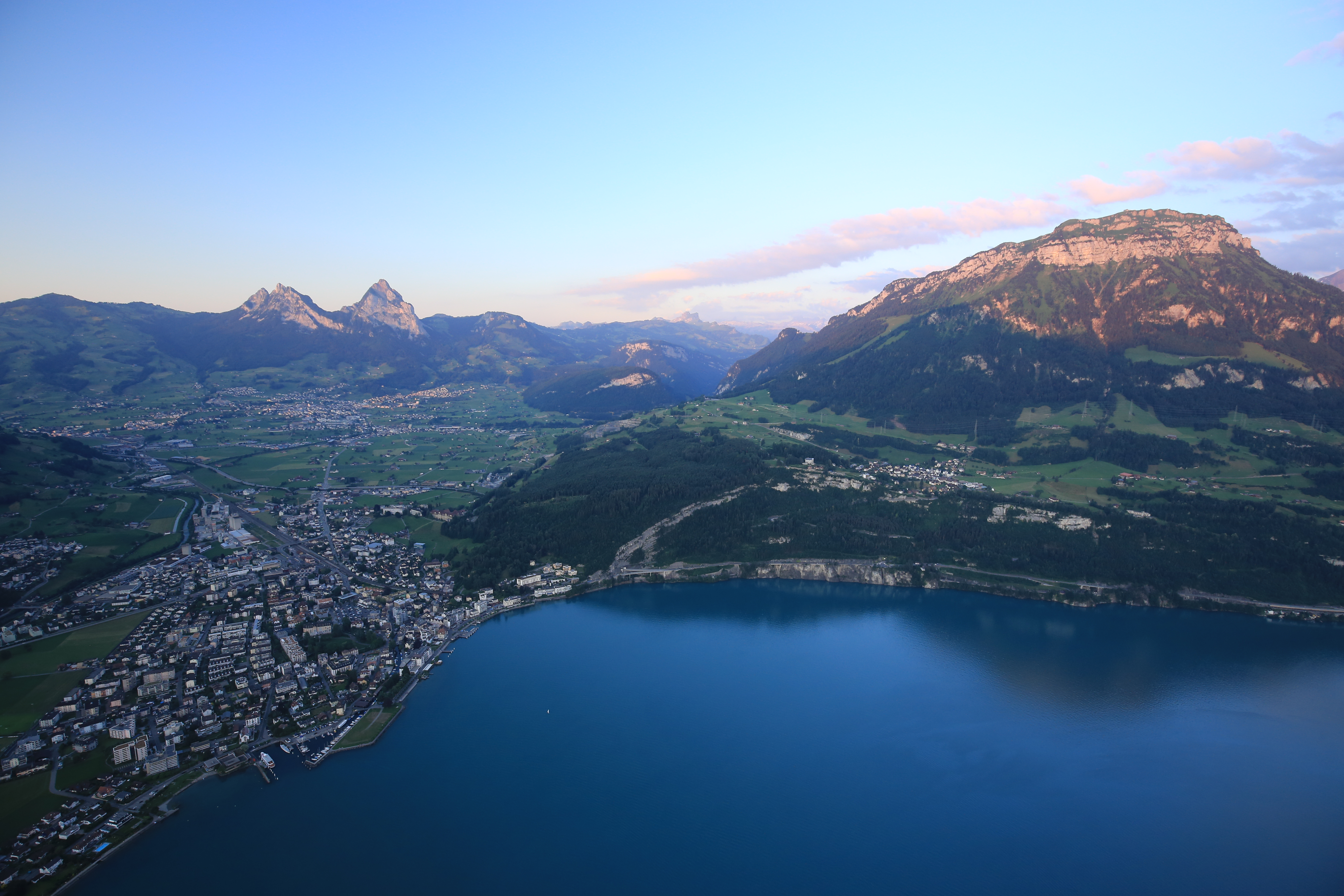
브루넨 SZ (전경), 프론알프슈토크 (오른쪽) 그리고 미텐 (왼쪽)

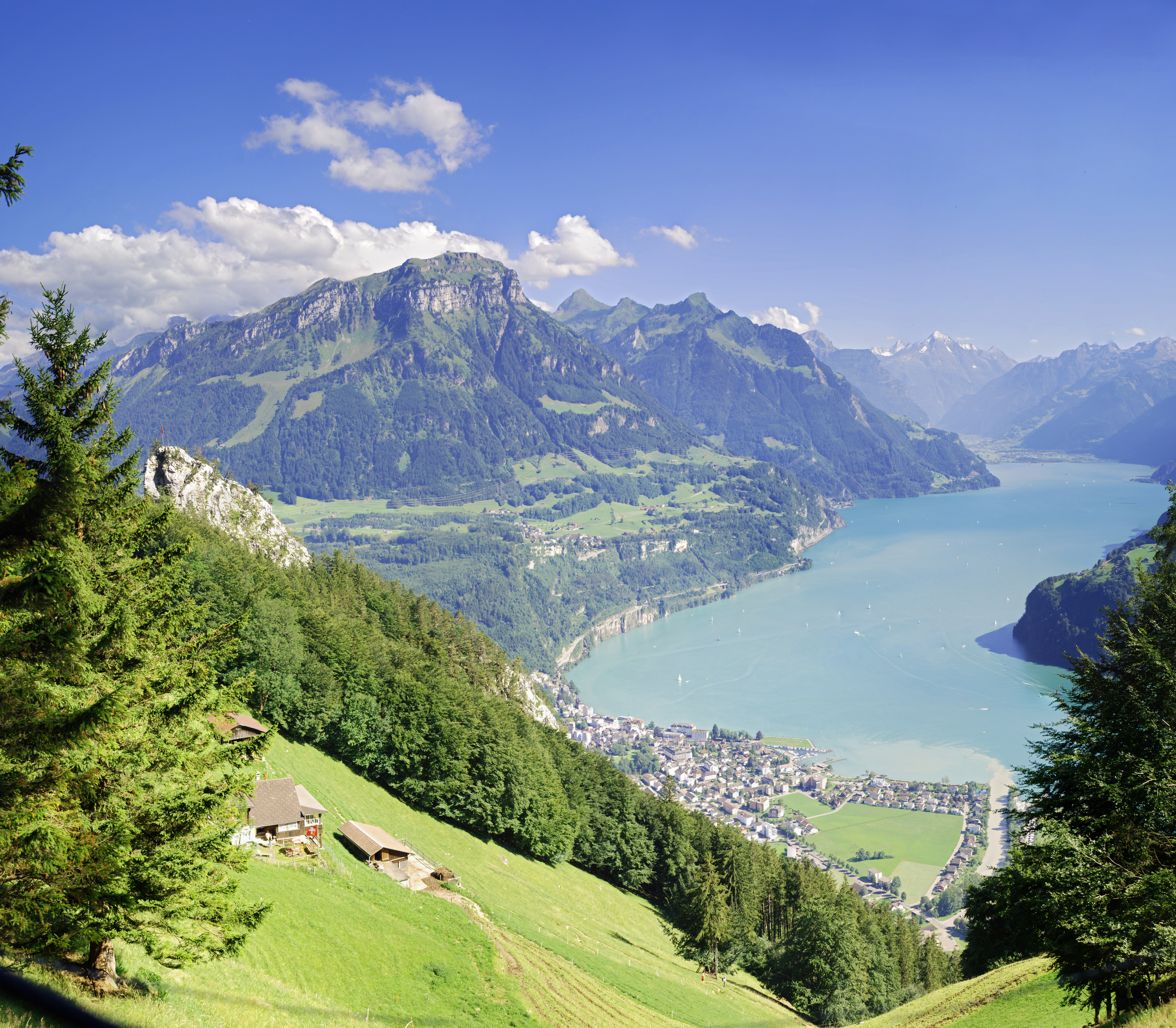
브루넨과 루체른호 (2010).

브루넨(독일어: Brunnen)은 스위스 슈비츠주 잉엔볼 시정촌의 일부인 루체른 호수에 접한 휴양지이다.
고트하르트 철도의 노선 상에 있는 브룬넨역에는 인터레기오 열차가 운행되며, 슈타트반 추크의 S2 노선이 추크, 아트-골다우 및 에르스트펠트 사이를 매시간 운행하고, 루체른 S-반의 S3가 매시간 운행한다.
브루넨에는 루체른 호수와 알프스의 전망을 제공하는 리기의 일부인 우르미베르크로 가는 케이블카도 있다.

## 역사
윈스턴 처칠은 신혼여행을 브루넨에서 보냈다. JMW 터너는 1840년대 후반 수채화 중에서 브루넨의 여러 풍경을 그렸다.
1947년 스위스 자연 보호 연맹은 브루넨에서 자연 보호에 관한 국제회의를 조직했다. 그 결과 1948년 국제 자연 보전 연맹이 결성되었다.

## 사람
- 스위스의 예술가 우고 론디노네(Ugo Rondinone)는 브루넨에서 태어났다.
- 잉엔볼 수녀원의 수녀 마리아 테레지아 셰러(Maria Theresia Scherer)가 브루넨에서 사망했다.
- 스위스의 작곡가 오트마 쇠크(Othmar Schoeck)는 브루넨에서 태어났다.